# 有楽町スバル座
有楽町スバル座（ゆうらくちょうスバルざ）は、東京都千代田区の有楽町ビルでスバル興業が経営していた映画館である。

## 沿革

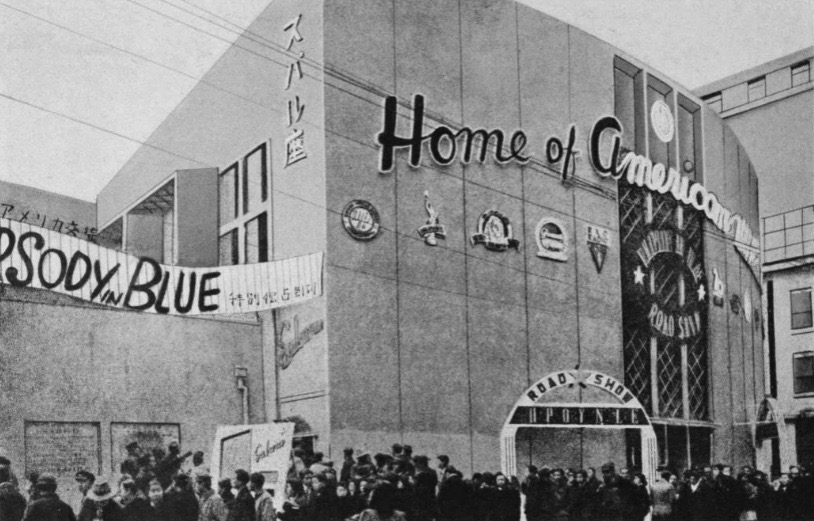
丸の内スバル座。1947年3月に『アメリカ交響楽』がロードショー上映された。

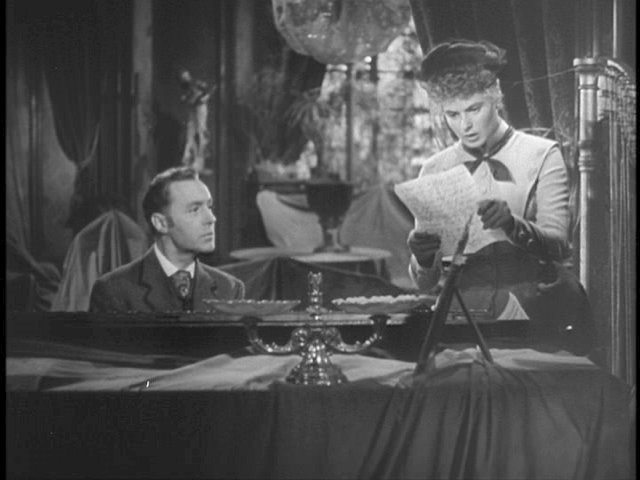
丸の内スバル座時代の1947年にロードショー上映された『ガス燈』（監督ジョージ・キューカー、1944年制作）

1946年
12月31日 - 「本邦初のロードショー劇場」として「丸の内スバル座」が開館。
1947年
3月25日 - こけら落としとして『アメリカ交響楽』をロードショー形式で上映。全席指定席で料金も割高であったが、入場券は一週間前に売り切れた。
1953年
9月6日 - 火災により焼失（スバル座火災）。
1966年
4月27日 - 有楽町ビル2階に再開館。再開時の第1作は浜田光夫と吉永小百合主演の日活映画『青春のお通り 愛して泣いて突っ走れ!』（監督齋藤武市）であった。
1995年
開館50年記念作品として下記の作品が上映される。
11月18日 - 『バッドボーイズ』封切。
12月16日 - 『デスペラード』が封切。
2003年
5月31日～8月8日 - チャールズ・チャップリン映画生活90年記念として、『Love Chaplin!〜チャップリン映画祭〜』が開催される。
2005年
ニュー東宝シネマが「有楽座」（後のTOHOシネマズ有楽座、2015年2月閉館）に改称するのに伴い、同館のチェーンマスターの機能を引き継ぐ。
2008年
この頃から松竹・東急系作品も上映する等、番組編成がフリーとなる。
2011年
12月10日～翌2012年1月20日 - 開館65周年を記念して『オールタイム ベストムービー イン スバル座 メモリアル65TH』と題した名作映画上映会を行う。
2012年
12月 - デジタル映写システム導入。
2019年
3月15日 - 10月中旬頃に閉館することを発表。「映画興行事業の展望や施設の老朽化を総合的に判断したこと」を理由としている。
9月13日～10月4日 - 『みとりし』が最後の通常上映作品となる。
10月5日～10月20日 - 「スバル座の輝き～メモリアル上映～」を行う。（台風19号により一部上映中止もあった）
10月20日 - 有楽町ビル竣工時から53年、旧劇場時代から通算75年の歴史に幕を閉じた。最終上映は2017年12月16日公開の『花筐/HANAGATAMI』。
2020年
8月8日 - スバル座跡を吉本興業が常設劇場としてリニューアル、よしもと有楽町シアターとしてこの日オープン。

## 特徴
- シャンテ シネ（現：TOHOシネマズシャンテ）開業前は「ブリキの太鼓」「ミツバチのささやき」など大人向けの文芸作品やアート系が強い映画館として知られていた。2005年4月にニュー東宝シネマ閉鎖後のチェーンマスターの機能を引き継ぎ、それ以降も東宝系の洋画を上映していたが、有楽町・日比谷地区に存在するTOHOシネマズ劇場の番組再編成によりTOHOシネマズ系の番組契約が激減。現在は主に単館系配給会社が手掛ける邦画・洋画の上映が目立ってきている。
- 座席数は272席（うち車椅子席2）。
- かつてはスヌーピーの映画館としても知られていた（東京地区独占上映のため）。また最近では大林宣彦監督作のメイン館になることもあり、『なごり雪』（2002年）『この空の花 長岡花火物語』（2012年）『野のなななのか』（2014年）『花筐/HANAGATAMI』（2017年）が同館をチェーンマスターに上映されていた。特に『この空の花』のスバル座上映楽日（2012年6月8日）には大林監督がサプライズで舞台挨拶を行ったというエピソードもある[8]。

## 主な上映作品
| 公開年 | タイトル |
| 1976年 | 『冒険喜劇 大出世』 |
| 1982年 | 『アニー』（日本語吹き替え版） |
| 1984年 | 『ヤァ!ブロード・ストリート』 |
| 1985年 | 『カントリー』、『台風クラブ』、『田舎の日曜日』 |
| 1986年 | 『オイディプスの刃』 |
| 1988年 | 『リトル・ニキータ』、『ザー・テレサ/母なることの由来』 |
| 1989年 | 『サンリオアニメフェスティバル』（第1回）、『ザ・パッケージ/暴かれた陰謀、『セイ・エニシング』 |
| 1990年 | 『サンリオアニメフェスティバル』（第2回） |
| 1991年 | 『大誘拐 RAINBOW KIDS、『ハード・ウェイ』、『サンリオアニメフェスティバル』（第3回）、『イン・ベッド・ウィズ・マドンナ』、『ゲット・バック』 |
| 1992年 | シコふんじゃった。、濹東綺譚、アメリカ物語2/ファイベル西へ行く、美女と野獣 |
| 1993年 | 心の扉、銀河英雄伝説 新たなる戦いの序曲 |
| 1994年 | ライオン・キング（オリジナル、日本語吹き替え版） |
| 1995年 | メリー・ポピンズ、バッドボーイズ、デスペラード |
| 1996年 | 007 ゴールデンアイ、ジェイン・エア、3人のエンジェル、マンハッタン花物語、スーパーの女、愛はめぐり逢いから、リービング・ラスベガス、くちづけはタンゴの後で |
| 1997年 | アンフォゲタブル、パラサイト・イヴ、もののけ姫、ミクロコスモス、東京日和、マグニチュード 明日への架け橋、ロザンナのために |
| 1998年 | タイタニック、ザ・ワイルド |
| 1999年 | 双生児 |
| 2000年 | 狂っちゃいないぜ!、もののけ姫(英語吹替版)、きかんしゃトーマス 魔法の線路、愛ここにありて |
| 2001年 | ゲット・ア・チャンス!、姉のいた夏、いない夏。、バレット・オブ・ラブ、背信の行方 |
| 2002年 | フォルテ、ミモラ 心のままに、犬夜叉 鏡の中の夢幻城 |
| 2003年 | 西洋鏡 映画の夜明け、こちら葛飾区亀有公園前派出所 THE MOVIE2 UFO襲来! トルネード大作戦!! |
| 2004年 | アンナとロッテ、セイブ・ザ・ワールド、オールド・ボーイ、草の乱 |
| 2005年 | TAXI NY、フライト・オブ・フェニックス、イントゥ・ザ・サン、ブレイド3 |
| 2006年 | アンダーワールド: エボリューション、オーメン（2006年版）、M:i:iii、グエムル-漢江の怪物-、劇場版BLEACH MEMORIES OF NOBODY |
| 2007年 | ラストキング・オブ・スコットランド、サンシャイン 2057、スモーキン・エース/暗殺者がいっぱい、舞妓Haaaan!!!、アポカリプト、消えた天使、TAXi④、キングダム/見えざる敵 |
| 2008年 | 28週後...、ミスト、宮廷画家ゴヤは見た、闇の子供たち、インクレディブル・ハルク、彼が二度愛したS、D-WARS ディー・ウォーズ、ティンカー・ベル |
| 2009年 | WALL・E/ウォーリー、ハイスクール・ミュージカル ザ・ムービー、カフーを待ちわびて、禅 ZEN、オーストラリア、ジェネラル・ルージュの凱旋、新宿インシデント、ブッシュ、群青 愛が沈んだ海の色、ROOKIES -卒業-、コネクテッド、30デイズ・ナイト、のんちゃんのり弁、サイドウェイズ、ゼロの焦点 |
| 2010年 | 沈まぬ太陽、手のひらの幸せ、ヴィクトリア女王 世紀の愛、人間失格、獄に咲く花、ヒーローショー、ロストクライム -閃光-、ふたたび swing me again、ばかもの |
| 2011年 | 白夜行、完全なる報復、学校をつくろう、太平洋の奇跡 -フォックスと呼ばれた男-、津軽百年食堂、まほろ駅前多田便利軒、TAKAMINE 〜アメリカに桜を咲かせた男〜、奇跡、ナニー・マクフィーと空飛ぶ子ブタ、この愛のために撃て、イースターラビットのキャンディ工場、カーズ2（2D版）、僕たちは世界を変えることができない。But,we wanna build a school in Cambodia.、2011 日本・中国映画週間（消えゆく恋の歌、肩の上の蝶、雪花と秘文字の扇、Go! 上海ラブストーリー、赤い星の生まれ、狙った恋の落とし方。2、運命の子、愛のしるし、免の武勇伝、星の音、魁拔（クイーバ）、少年岳飛）、フェア・ゲーム、新少林寺/SHAOLIN、オールタイム ベストムービー イン スバル座 メモリアル65TH |
| 2012年 | 善き人、ジョニー・イングリッシュ 気休めの報酬、ウタヒメ 彼女たちのスモーク・オン・ザ・ウォーター、ALWAYS 三丁目の夕日'64（2D版）、種まく旅人〜みのりの茶〜、アンネの追憶、マーガレット・サッチャー 鉄の女の涙、この空の花 長岡花火物語、道〜白磁の人〜、スープ〜生まれ変わりの物語〜、ジェーン・エア、画皮 あやかしの恋、アメイジング・スパイダーマン（2D版）、鍵泥棒のメソッド、シャドー・チェイサー、その夜の侍、ウーマン・イン・ブラック 亡霊の館、のぼうの城 |
| 2013年 | 青木ヶ原、リトル・マエストラ、007 スカイフォール、遺体 明日への十日間、恐竜を掘ろう、ヒステリア、レ・ミゼラブル、中学生円山、図書館戦争、さよなら渓谷、じんじん、オーガストウォーズ、スマイル、アゲイン、夏の終り、フローズン・グラウンド、飛べ!ダコタ、蠢動 -しゅんどう-、四十九日のレシピ、そして父になる、ルートヴィヒ |
| 2014年 | 御手洗薫の愛と死、大脱出、東京難民、永遠の0、神聖ローマ、運命の日 〜オスマン帝国の進撃〜、野のなななのか、私の男、ポンペイ、春を背負って、グランド・ブダペスト・ホテル、わたしは生きていける、カラアゲ☆USA、太陽の坐る場所、0.5ミリ、グレース・オブ・モナコ 公妃の切り札 |
| 2015年 | フェイス・オブ・ラブ、ドライブ・ハード、KANO 1931海の向こうの甲子園、ANNIE/アニー、JIMI:栄光への軌跡、ラスト・リベンジ、デッド・シティ2055、ライアの祈り、奇跡の2000マイル、海街diary、at Home、ミッション:インポッシブル/ローグ・ネイション、NORIN TEN 稲塚権次郎物語、ベトナムの風に吹かれて、クライムスピード、劇場版 MOZU |
| 2016年 | 千年医師物語 ペルシアの彼方へ、十字架、ディバイナー 戦禍に光を求めて、つむぐもの、モヒカン故郷に帰る、エヴェレスト 神々の山嶺、ちはやふる 上の句、グランドフィナーレ、リリーのすべて、団地、海すずめ、64 -ロクヨン- 前編 / 後編、ゆずの葉ゆれて、だれかの木琴、淵に立つ、種まく旅人 夢のつぎ木、シン・ゴジラ、時代劇は死なず ちゃんばら美学考、うさぎ追いし〜山極勝三郎物語〜 |
| 2017年 | 惑う〜After the Rain〜、海賊とよばれた男、ヒッチコック/トリュフォー（ムーブオーバー）、サクロモンテの丘 ロマの洞窟フラメンコ、スノーデン（ムーブオーバー）、話す犬を、放す、グッバイエレジー、君の名は。（ムーブオーバー）、八重子のハミング、海辺のリア、ラオス 竜の奇跡、甘き人生、忍びの国、アメイジング・ジャーニー 神の小屋より、関ヶ原、エルネスト、彼女がその名を知らない鳥たち、光、花筐 HANAGATAMI |
| 2018年 | ミッドナイト・バス、おもてなし、おみおくり、ばぁちゃんロード、MIFUNE: THE LAST SAMURAI、海を駆ける、のみとり侍、明日にかける橋 1989年の想い出、最後のランナー、ピース・ニッポン、チャーチル ノルマンディーの決断、英国総督 最後の家、きらきら眼鏡、劇場版 コード・ブルー -ドクターヘリ緊急救命-、教誨師、シンプル・ギフト はじまりの歌声、えちてつ物語〜わたし、故郷に帰ってきました。〜、輪違屋糸里 〜京女たちの幕末〜 |
| 2019年 | 世界一と言われた映画館、かぞくわり、あまのがわ、万引き家族（第91回アカデミー外国語映画賞ノミネート記念凱旋上映）、ndjc2018若手映画作家育成プロジェクト、きばいやんせ！私、マスカレード・ホテル、半世界、愛がなんだ、波乗りオフィスへようこそ、轢き逃げ 最高の最悪な日、武蔵 -むさし-、ハンターキラー 潜航せよ、ある町の高い煙突、東南アジア映画の巨匠たち/響きあうアジア2019、マイ・エンジェル、みとりし |